# 新的波浪

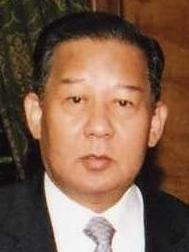
初代新波会長
二階俊博

新波為曾經存在的自由民主黨派閥。普遍稱二階派。

## 歷史
在2003年11月第43屆日本眾議院議員總選舉執政聯盟的保守新黨慘敗，只得4人當選。在自由民主黨的邀請下，跟自民黨合併。當時的保守新黨幹事長二階俊博成立了一個舊保守新黨議員組成的派系，眾參兩院共7人。
在2005年第44屆日本眾議院議員總選舉中，由於二階作為黨的總務局長能參與候選人選擇，在自民黨獲得空前大勝下，眾議院人數增加了3倍，達到12人，加上參議院議員，擁有14人，從自民黨第九大派繫上升為第五大派系，大多數為初當選及其他後來復黨的議員。
正因如此，雖然二階跟武部勤關係良好，跟武部領導的新議員集團有密切合作，但由於大部份成員為比例區當選議員，欠缺穩定的選舉地盤。結果在第45屆日本眾議院議員總選舉中，除領袖二階外，所有眾議員包括前首相海部俊樹落選。在同年10月29日，二階決定跟同在（第37回總選舉初次當選）的伊吹文明擔任會長的同右派派系志帥会（伊吹派）合併。在2009年11月5日，二階派的3名議員（眾議院1人，參議院2人）加入伊吹派。

## 解散時的構成
2009年11月5日解散時（伊吹派合併）的構成。

### 役員
- 最高顧問 - 海部俊樹
- 會長 - 二階俊博
- 會長代行 - 井上喜一
- 副會長 - 愛知和男
- 事務總長 - 泉信也
- 顧問 - 佐藤敬夫（前眾議院議員）、西川太一郎（荒川區長）

### 所屬眾議院議員
- 二階俊博（9回、和歌山3區）

（共1名）

### 所屬參議院議員
- 泉信也（3回、比例區）
- 鶴保庸介（2回、和歌山縣）

（共2名）

## 相關項目
- 自由民主黨
- 自由民主黨派閥
- 保守新黨

## 外部連結
- 新的波浪政策